# سيمبا (فلم)
سيمبا (بالإنجليزية: Simmba) هو فيلم كوميدي أكشن باللغة الهندية صدر عام 2018 من إخراج روهيت شيتي وإنتاج روهيت شيتي بيكتشرز وريلاينس إنترتينمنت ودارما برودكشنز. وهو الجزء الثالث من سلسلة أفلام شيتي كوب يونيفيرس، بطولة رانفير سينغ وسونو سود وسارة علي خان مع عودة أجاي ديفجان لدوره في دور ثانوي. الفيلم هو إعادة إنتاج لفيلم تيمبر التيلجو لعام 2015، ويتبع الفيلم سانجرام "سيمبا" بهالراو، ضابط شرطة فاسد ينحدر من نفس بلدة سينغهام، والذي يضطر إلى اتباع مسار أكثر صلاحًا بعد وقوع مأساة على من حوله.
تم إصدار الفيلم في دول مجلس التعاون الخليجي في 27 ديسمبر 2018. تم إصدار الفيلم في الهند وأقاليم دولية أخرى في اليوم التالي، تم توزيعه في جميع أنحاء العالم بواسطة ريلاينس إنترتينمنت. تلقى الفيلم مراجعات متباينة إلى إيجابية من النقاد ولكنه أصبح الفيلم الافتتاحي الأعلى ربحًا لسينغ اعتبارًا من عام 2018 واستمر في تحقيق حوالي 400 كرور روبية في جميع أنحاء العالم. في وقت لاحق، حصل على جائزة اختيار الشعب الأسترالية تلسترا.

## القصة
سانجرام "سيمبا" باليراو هو يتيم غير بطل من شيفجاد، نفس المدينة التي نشأ فيها باجيراو سينغام، حيث لاحظ كيف يكسب رجال الشرطة المال في شكل رشاوى، ووجد نفسه متحمسًا ليصبح ضابط شرطة، ونجح. بعد الحصول على رشاوى من بعض اللصوص المحليين وصائغ المجوهرات، يستمتع سيمبا ويستغل أسلوب حياة ضابط شرطة فاسد.
سرعان ما ينقل وزير الداخلية فيناياك دوتا سيمبا إلى مركز شرطة ميرامار في جوا، حيث يرى شاجون ساتي ويقع في حبها من النظرة الأولى. يلتقي بزملائه من رجال الشرطة ويتردد أحد رفاقه، نتياناند موهيلي، وهو شرطي أمين، في تحية سيمبا لأنه ضابط شرطة فاسد. لإثبات جدارته في ميرامار، يقاطع حفلة في حانة يديرها رجل عصابات مؤثر يُدعى دورفا ياشوانت راناد وإخوته، ساداشيف "سادا" راناد (أمريت بال سينغ) وجوراف "جيري" راناد (سوراب جوكهال) ويطالبهم بمزيد من المال، بينما يعدهم بأنه سيسمح لهم بمواصلة أنشطتهم غير القانونية.
يوافق دورفا ويستخدم سيمبا لتحرير الأرض من شخص عجوز يُدعى فامان راو، الذي أجبره سيمبا على توقيع الأوراق. وفي الوقت نفسه، يطور سيمبا روابط أمومية وأخوية مع العديد من النساء والفتيات، إحداهن هي أكروتي ديف، وهي شابة تذكر سيمبا بمعلمه. تقدم أكروتي شكوى ضد سادا وجيري بتهمة الاتجار بالمخدرات غير المشروعة في الحانة واستخدام الأطفال كباعة متجولين. يتجاهل سيمبا هذا في البداية بعد أن تهدأه دورفا وشجون.
في هذه الأثناء، تتعرف آكروتي على تجارة المخدرات في النادي وتذهب إلى هناك ذات ليلة مع تشوتو، وهو صبي أخرس وهو طالبها. تسجل كل شيء هناك على هاتفها المحمول لتقديم الأدلة للشرطة ولكن يتم القبض عليها من قبل سادا وجيري. يسجل تشوتو بشكل سري اعتداء سادا وجيري على آكروتي ويهرب بمجرد أن يدركا ذلك. تتعرض آكروتي للاغتصاب الوحشي من قبل سادا وجيري. يحاول تشوتو إخبار صديقة آكروتي، كافيا، بأن آكروتي في خطر. بينما تطاردها عصابات دورفا، تذهب إلى سيمبا لتقديم شكوى اختفاء آكروتي.
يتم العثور على آكروتي مصابة في المستشفى. يحاول سيمبا التحدث معها، لكنها تموت، مما يتركه مدمرًا. تسترد الشرطة هاتف آكروتي والفيديو الذي صورته، ويرسل دورفا عصاباته للحصول على الهاتف من سيمبا، الذي كان حاضرًا، ويصلح طرقه، ويقاتلهم جميعًا. أخيرًا، يرتدي سيمبا زي الشرطة، ويرى هذا التغيير الذي طرأ عليه، فيحييه موهيلي أخيرًا أثناء اعتقال سادا وجيري. يعتذر لفامان راو ويعيد الأرض التي سُلبت منه.
في المحكمة، يشعر سيمبا بالصدمة عندما يجد أن فيديو أكروتي قد تم حذفه. يضرب صديق دورفا، النائب ديفيد كاميرون، الذي أدلى ببيان كاذب في المحكمة، مما أدى إلى أوامر إيقافه. يقرر قتل سادا وجيري قبل رحيله، ويخطط لإظهار ذلك على أنه لقاء. يطلق النار عليهما ويظهر وكأنه قتلهما في حالة دفاع عن النفس. يتم إنشاء لجنة تحقيق خاصة من قبل الدولة، التي تشكك في لقاء سيمبا. بهدف تحقيق الوضوح للموقف، يعين فيناياك ضابطًا محايدًا للتعامل مع قضية أكروتي، بالإضافة إلى لقاء سيمبا المثير للجدل.
غاضبًا، يقبض دورفا ورجاله على سيمبا. فجأة، يصل نائب مفوض الشرطة باجيراو سينغهام لإنقاذه، ويضرب كلاهما دورفا ورجاله. يخبر سينغهام سيمبا أنه الضابط المحايد الذي عينته لجنة الولاية للتعامل مع قضيته ويعطي بيانًا بأن سيمبا قتل ساداشيف وجوراف دفاعًا عن النفس. كما يتصل بوالدة دورفا بهارتي وزوجته فارشا، اللتين صرحتا كل منهما أن سادا وجيري هما من اعتديا على أكروتي وأن الأخوين يديران شبكة مخدرات والعديد من الأنشطة غير القانونية الأخرى.
ونتيجة لهذه الجرائم، حكمت المحكمة على دورفا بالسجن لمدة 7 سنوات مع الأشغال الشاقة. يكشف سينغهام أنه ساعد سيمبا على الرغم من معارضته لأفعاله الفاسدة حتى يتمكن من غرس الخوف من القانون في أذهان الرجال الذين لا يحترمون النساء. عندما يغادر سينغهام مركز شرطة ميرامار.
في مشهد ما بعد الاعتمادات، يتحدث مع نائب مفوض الشرطة فير سوريافانشي على الهاتف. ويهنئه أيضًا على منصبه الجديد كرئيس لـ ATS. يخبره سوريافانشي أنه سوف يلتقيه قريبًا.

## الممثلون
- رانفير سينغ بدور المفتش الأول سانجرام بهاليارو المعروف أيضًا باسم "سيمبا"
  - ياش راني في دور سيمبا الشاب
- سونو سود بدور دورفا ياشوانت رانادي
- سارة علي خان في دور شاغون ساثي، صديقة سيمبا
- أشوتوش رانا بدور رئيس الشرطة نيتياناند موهيلي، والد نانديني
- سيدهارتا جادهاف بدور المفتش سانتوش تاودي
- Vaidehi Parashurami بدور أكروتي ديف
- أولكا غوبتا بدور نانديني موهيلي، ابنة نيتياناند
- سوشيترا بانديكار بدور السيدة موهيلي، زوجة نيتياناند ووالدة نانديني.
- أبهيشيك خانديكار في دور IG براكاش ديشموخ
- صلبة آريا بدور إيير ماوسي
- أشويني كالسيكار بدور القاضية سميتا بارولكار
- نيها ماهاجان بدور كافيا سالجاونكار، صديق أكروتي
- ناندو مادهاف بدور السيد ديف، والد أكروتي
- شري سوارا دوبي بدور فارشا رانادي، زوجة دورفا.
- ساريتا جوشي بدور بهارتي رانادي، والدة دورفا
- سوراب جوخالي في دور غوراف "جيري" رانادي، شقيق دورفا
- أمريت بال سينغ في دور Sadashiv "Sada" Ranade، شقيق دورفا
- بوجا أغاروال كمراسلة إخبارية
- فيجاي باتكار بدور هافالدار ألوك بوركار
- أشوك سامارث بدور المحامي جوشي، محامي دورفا
- غانيش ياداف في دور المحامي ساوالكار، محامي سيمبا
- آرون نالوادي بدور فامان راو
- عدي تيكيكار بدور فيناياك دوتا، وزير الداخلية في جوا
- فيبين شارما بدور ديفيد كاميرون
- ساهيل جوشي في دور Aniket Mohre المعروف أيضًا باسم "Chhotu"، تلميذ أكروتي.
- رافجيت سينغ في دور ديراج، صديق شاغون
- رونجيني تشاكرابورتي في دور بورنيما، صديقة شاغون
- أنيل مانج بدور بوراب
- بيسانت رافي بصفته مساعد المفتش جيكواد
- شيترا شوكلا بدور غاياتري، معلمة الطفولة في سيمبا
- سنيها جيمس في دور المفتش جوري راي
- آشيش وارانج في دور الشرطي أشيش تامبي
- أوماكانت باتيل في دور المفتش الفرعي أوماكانت بهيدي
- أجاي ديفجن بدور سينغهام سينغهام (فيلم هندي) (ظهور قصير)
- أكشاي كومار بدور نائب رئيس الشرطة Veer Sooryavanshi (ظهور قصير)
- توشار كابور في ظهور خاص في أغنية "أنخ ماري"
- كونال خيمو في ظهور خاص ظهور في أغنية "عنخ" ماري"
- شرياس تالباد في ظهور خاص في أغنية "عنخ ماري"
- أرشد وارسي في ظهور خاص في أغنية "عنخ ماري" (الأغنية من فيلمه Tere Mere Sapne)
- كاران جوهر في ظهور خاص في أغنية " عنخ ماري "

## الانتاج
بدأ التصوير الرئيسي في يونيو 2018 مع تصوير معظم المشاهد في جوا وكولهابور، وتم تصوير المشاهد المتبقية في حيدر أباد واستوديوهات محبوب في مومباي. وانتهى التصوير في أوائل ديسمبر من نفس العام. تم تأليف الموسيقى التصويرية للفيلم من قبل تانيشك باجشي وليجو جورج ودي جي تشيتاس وس. ثامان، مع كلمات كتبها شبير أحمد وراشمي فيراج وكومار وكونال فيرما. تتميز الموسيقى التصويرية بإعادة إنتاج أغنيتين من عام 1996: "Aankh Marey" من فيلم Tere Mere Sapne، وأغنية القوالي "Tere Bin" لنصرت فاتح علي خان.

## الموسيقى التصويرية
الأغاني من تأليف تانيشك باجشي وليجو جورج - دي جي شيتاس وإس ثامان بينما الكلمات كتبها شابير أحمد وراشمي فيراج وكومار وكونال فيرما. تم إصدار ألبوم الموسيقى التصويرية في 27 ديسمبر 2018.
أغنية "Aankh Maarey" هي إعادة إنتاج لأغنية "Aankh Maare" من فيلم Tere Mere Sapne لعام 1996، والتي ألفها في الأصل فيجو شاه وكتبها أناند باكشي وغناها كومار سانو وكافيتا كريشنامورثي، وصورها أرشاد وارسي وسيمران؛ تظهر وارسي في مقطع فيديو موسيقي لنسخة سيمبا بصوت سانو. تمت إعادة إنتاج الأغنية للفيلم، مع إعادة إنتاج الموسيقى بواسطة تانيشك باجشي وإس ثامان وتشاندان ساكسينا. أغنية "Tere Bin" هي إعادة إنتاج لأغنية القوالي "Tere Bin Nahin Lagda" لنصرت فاتح علي خان عام 1996. هذه هي المرة الثانية التي يتم فيها إعادة إنشاء الأغنية بعد فيلم Kachche Dhaage لعام 1999 والذي كان بعنوان "Tere Bin Nahin Jeena" غنته لاتا مانجيشكار. النسخة الجديدة غناها ابن أخيه رهط فاتح علي خان مع أسيس كور.
| #  | عنوان                           | المدة |
| -- | ------------------------------- | ----- |
| 1. | "Aankh Maarey"                  | 03:33 |
| 2. | "Tere Bin"                      | 03:51 |
| 3. | "Aala Re Aala"                  | 03:20 |
| 4. | "Mera Wala Dance"               | 03:20 |
| 5. | "Bandeya Re Bandeya"            | 04:15 |
| 6. | "Simmba Theme 1" (Instrumental) | 02:06 |
| 7. | "Simmba Theme 2" (Instrumental) | 02:40 |

## روابط خارجية
- مقالات تستعمل روابط فنية بلا صلة مع ويكي بيانات